# Bataktalen
De Bataktalen (ISO 639-2: btk) zijn een groep talen die gesproken worden door de Batakvolkeren in Noord-Sumatra, een provincie van Indonesië.
De Bataktalen zijn deel van de Noord-Sumatraanse talen, een Austronesische talengroep. Er wordt een indeling gemaakt in twee hoofdgroepen: de noordelijk Bataktalen en de zuidelijke Bataktalen.
Batak had oorspronkelijk een eigen schriftsysteem maar wordt nu meestal geschreven met het Latijnse alfabet.